# Laszlo Seleš
Pour les articles homonymes, voir Celes ou Seles.
Laszlo Seleš (né le 23 juin 1943) est un joueur de football yougoslave évoluant au poste de défenseur.

## Carrière joueur
- 1962-1969 : Proleter Zrenjanin
- 1969-1979 : FC Sochaux

## Source
- Marc Barreaud, Dictionnaire des footballeurs étrangers du championnat professionnel français (1932-1997), L'Harmattan, 1997